# Anisodes dubiosa
Anisodes dubiosa là một loài bướm đêm trong họ Geometridae.